# Шосе Айртона Сенни
Шосе Айртона Сенни (порт. Rodovia Ayrton Senna, офіційне позначення SP-070, раніше Шосе Працівників, Rodovia dos Trabalhadores) — шосе в бразильському штаті Сан-Паулу, що з'єднує східні райони міста Сан-Паулу з містом Гуарарема, де зливається з Шосе президента Дутри. Продовження шосе, що також має номер SP-070, називається Шосе Карвалью Пінту, та рухається паралельно Шосе президента Дутри. Найінтенсивніший рух на шосе зараз між містом Сан-Паулу і аеропортом Гуарульюс, головним міжнародним аеропортом штату.
Біля Сан-Паулу будівництво було досить складним, бо шосе пересікає болота навколо річки Тіете, і повинно було прокласти його без пошкодження місцевої екосистеми.
Шосе було назване на честь пілота Формули 1 Айртона Сенни.
Воно керується державною компанією DERSA, що бере плату за проїзд.
| Бразилія | Це незавершена стаття з географії Бразилії. Ви можете допомогти проєкту, виправивши або дописавши її. |